# Echinopsis eyriesii
Echinopsis eyriesii is een soort cactus. Synoniemen zijn Echinopsis decaisneana (Lem.) Lem., Echinocactus eyriesii Turpin De soort is genoemd naar Alexandre Eyries uit Le Havre in Frankrijk.
De plant is inheems in Zuid-Brazilië en Argentinië, waar ze groeit in steppen.

## Beschrijving
De plant is bolvormig tot cilindrisch van vorm. Ze wordt 20-30 cm hoog. De dikte bedraagt 15 cm, met 11 tot 18 ribben. De areolen zijn cirkelvormig en met witte of tankleurige wol bedekt. De doornen zijn zwart.
De plant draagt tot 20 cm brede witte bloemen, die tegen het eind van de dag open gaan.